# 貝萊爾斯登 (加利福尼亞州)
布萊爾斯登（英語：Blairsden）是位於美國加利福尼亞州普盧默斯縣的一個人口普查指定地區。

## 歷史
這個地區名字是以出資興建西太平洋鐵路的金融家詹姆斯·貝萊爾（James A. Blair）所命名的，以城鎮為中心的貝萊爾斯登郵局於1913年開業。該地區曾經發達一時，成為普盧默斯郡的一個人口普查指定地區。

## 地理
布萊爾斯登的座標為39°46′40″N 121°36′59″W / 39.77778°N 121.61639°W，而該地最高點為海拔高度1340米（即4396英尺）。

## 人口
根據2010年美國人口普查的數據，布萊爾斯登的面積為1.40平方千米，當中陸地面積為1.40平方千米，而水域面積為0.00平方千米。當地共有人口3879人，而人口密度為每平方千米2,770人。